# 応用言語学 (雑誌)
応用言語学（Applied Linguistics）は、1980年に設立された応用言語学分野の学術誌で、オックスフォード大学出版局から発行されている。現在の編集長は、Christina Higgins（ハワイ大学マノア校）とAnna Mauranen（ヘルシンキ大学）。

Journal Citation Reportsによると、同誌の2020年のインパクトファクターは5.741で、「言語学」のカテゴリーでは193誌中1位となっている。

## 目的と対象
本誌は応用言語学のあらゆる分野（語彙学、コーパス言語学、辞書学、多言語学、談話分析、言語教育など）の研究論文と概念的な論文を掲載し、異分野の研究者間での議論を促進することを目的としている。2001年に導入された「フォーラム」というコーナーでは、論文への回答や現在の研究内容の告知など、短い投稿を受け付けている。

## Abstracting and indexing
- British Education Index
- Current Contents
- Education Research Abstracts
- Educational Management Abstracts
- International Bibliography of the Social Sciences
- Journal Citation Reports/Social Sciences Edition
- Linguistics & Language Behavior Abstracts
- Periodicals Index Online
- ProQuest
- PsychLIT
- Scopus
- Social Sciences Citation Index
- Studies on Women and Gender Abstracts
- The Standard Periodical Directory